# Dansk Melodi Grand Prix 2025
Der 55. Dansk Melodi Grand Prix fand am 1. März 2025 in der Jyske Bank Boxen in Herning statt und diente als dänischer Vorentscheid für den Eurovision Song Contest 2025 in Basel (Schweiz). Es gewann Sissal mit dem Lied Hallucination.

## Format

### Konzept
Danmarks Radio (DR) bestätigte am 6. Mai 2024 die Teilnahme am Eurovision Song Contest im Jahr 2025. Am 2. November 2024 gab DR bekannt, dass man an dem bisherigen Modus des Dansk Melodi Grand Prix weiter festhalten werde. Im Vorjahr war Kritik am Abstimmungsmodus aufgekommen.

### Beitragswahl
Zwischen dem 16. September und dem 27. Oktober 2024 konnten Beiträge bei DR eingereicht werden. Folgende Voraussetzungen wurden, neben den Regeln des Eurovision Song Contests, an die Beiträge gestellt:
- Mindestens einer der Komponisten, Texter oder Interpreten muss dänischer Staatsbürger sein oder anderweitig eine enge Bindung zu Dänemark aufweisen
- Bewohner der Färöer oder Grönlands sind teilnahmeberechtigt.
- Komponisten, Texter oder Interpreten steht es frei, sich mit mehreren Einreichungen zu bewerben
- Alle Einreichungen müssen eine Video- sowie Audiodatei beinhalten, in welcher der Beitrag vom Interpreten vorgetragen wird

Zudem wurde die dänische Musikindustrie eingeladen, Beiträge einzureichen. Nachdem der Einreichzeitraum geschlossen worden war, wurden die Einreichungen durch eine redaktionelle Fachbewertungskommission beurteilt. Diese wählte schließlich die finalen acht Teilnehmer aus.

### Austragungsort
Als Austragungsort wurde am 6. Mai 2024 die Jyske Bank Boxen in Herning bestimmt. Zuletzt fand dort 2022 der Dansk Melodi Grand Prix statt.

### Moderation
Als Moderatorinnen wurden Stéphanie Surrugue und Sara Bro am 7. Januar 2025 bekanntgegeben.

## Teilnehmer
Die Teilnehmer wurden am 6. Februar 2025 bekanntgegeben. Tim Schou nahm bereits 2011 am Dansk Melodi Grand Prix teil, als Teil der Band A Friend in London, welche damals den Vorentscheid gewinnen konnte und beim Eurovision Song Contest 2011 den 5. Platz belegte.

## Finale
| Startnr. | Interpret       | Lied Musik (M) und Text (T)                                                                                            | Sprache                         | Übersetzung (inoffiziell)    |
| -------- | --------------- | --- | ------------------------------- | ---------------------------- |
| 1        | Mariya          | I belong to Me M/T: Mariya Apollonia, Julie Aagaard, Jimmy Joker, Dino Medanhodzic                                     | Englisch                        | Ich gehöre mir               |
| 2        | Tim Schou       | Proud M/T: Tim Schou, Joachim Ersgaard, Benjamin Rosenbohm, Emil Adler Lei                                             | Englisch                        | Stolz                        |
| 3        | Max Ulver       | Supernova M/T: Max Ulver, Remee Sigvardt Jackman, Frederik Nordsø, Fridolin Nordsø                                     | Englisch                        | –                            |
| 4        | Hervé Toure     | Allez Allez M/T: Jakob Groth, Christian Juncker                                                                        | Dänisch mit französischem Titel | Auf geht's                   |
| 5        | Maria Mathea    | Air M/T: Maria Mathea, Emil Adler Lei, Julie Aagaard                                                                   | Englisch                        | Luft                         |
| 6        | Adel the Second | The Unluckiest Boy Alive M/T: Oliver Adelborg, Søren Christensen                                                       | Englisch                        | Der größte lebende Pechvogel |
| 7        | Sissal          | Hallucination M/T: Malthe Johansen, Chris Rohde-Frisk, Line Spangsberg, Marcus Winther-John, Linnea Deb, Melanie Wehbe | Englisch                        | Halluzination                |
| 8        | Andreas Kruse   | Hear My Prayer M/T: Andreas Kruse, Linda Dale, Malthe August, Rasmus „Majalle“ Olsen                                   | Englisch                        | Höre mein Gebet              |

 Kandidat hat sich für das Superfinale qualifiziert

## Superfinale
| Platz | Startnr. | Interpret       | Lied Musik (M) und Text (T)                                                                                            | Sprache  | Übersetzung (inoffiziell)    | Jury | Televoting | Gesamt |
| ----- | -------- | --------------- | --- | -------- | ---------------------------- | ---- | ---------- | ------ |
| 1     | 3        | Sissal          | Hallucination M/T: Malthe Johansen, Chris Rohde-Frisk, Line Spangsberg, Marcus Winther-John, Linnea Deb, Melanie Wehbe | Englisch | Halluzination                | 20 % | 18 %       | 38 %   |
| 2     | 1        | Tim Schou       | Proud M/T: Tim Schou, Joachim Ersgaard, Benjamin Rosenbohm, Emil Adler Lei                                             | Englisch | Stolz                        | 14 % | 23 %       | 37 %   |
| 3     | 2        | Adel the Second | The Unluckiest Boy Alive M/T: Oliver Adelborg, Søren Christensen                                                       | Englisch | Der größte lebende Pechvogel | 16 % | 9 %        | 25 %   |